# 伏木海陸運送硬式野球部
伏木海陸運送硬式野球部（ふしきかいりくうんそう こうしきやきゅうぶ）は、富山県高岡市に本拠地を置き、日本野球連盟に所属する社会人野球の企業チームである。
運営母体は、総合物流業者の伏木海陸運送。富山県内では唯一の企業社会人野球チームであり、北信越地区の雄とも呼ばれている。 県民公園新港の森県営新港野球場を本拠地グラウンドとして使用しており合宿所は第一イン新湊(旧館)内に所在する。

## 概要
軟式野球部が母体となり、新湊旋風の立役者となった地元新湊高校の酒井盛政が入社したことを契機に1988年1月に創部したが、地元高卒選手が中心で創部直後は富山県内では北陸銀行が活躍していたことから、富山県予選を突破することもままならなかった。
しかし、2000年代になり同地区内の企業チームが減少したことや大卒選手の採用により急速に力をつけ、2002年には都市対抗野球に初出場を果たした。
2003年には、日本選手権に初出場を果たし、本戦1回戦ではパナソニックのエース久保康友からサヨナラ勝ちを収めて全国初勝利を挙げた。
2006年には都市対抗野球に4年ぶり2度目の出場。
2010年には、日本選手権に2度目の出場を果たし、本戦1回戦ではトヨタ自動車に敗戦。
2012年、6年ぶり3度目の出場となった都市対抗野球では、高岡市から約4000人の大応援団が駆けつけた。
2017年、5年ぶり4度目の出場となった都市対抗野球では、高岡市から約5500人の大応援団が駆けつけ、試合は初戦のJR東日本硬式野球部に3-0で敗れた。
2019年には、日本選手権最終予選北信越地区大会は代表決定戦を行い、4-2でバイタルネット（新潟市）を破り、8大会ぶり3回目日本選手権出場を決めた。本戦では、東京都の名門NTT東日本に3-4でサヨナラ負けで敗れた。
2020年、元日本生命監督の花野巧をヘッドコーチに招き入れ、新加入選手7人と補強に力を入れた。都市対抗野球大会2次予選北信越地区大会代表決定戦で信越硬式野球クラブ（長野市）を4-2で破り、 3年ぶり5度目の都市対抗野球出場が決定した。
2021年、都市対抗野球大会2次予選北信越地区大会代表決定戦でバイタルネット 新潟市を3-0で破り、2年連続6度目の都市対抗野球出場が決定した。

## 設立・沿革
- 1988年 - 『伏木海陸運送硬式野球部』として創部（軟式野球部から発展）。
- 2002年 - 都市対抗野球に初出場（初戦敗退）。
- 2003年 - 日本選手権に初出場（2回戦敗退）。
- 2006年 - 都市対抗野球に2度目の出場（初戦敗退）
- 2010年 - 日本選手権に2度目の出場（初戦敗退）。
- 2012年 - 都市対抗野球に3度目の出場（初戦敗退）
- 2017年 - 都市対抗野球に4度目の出場（初戦敗退）
- 2019年 - 日本選手権に3度目の出場（初戦敗退）
- 2020年 - 都市対抗野球に5度目の出場（初戦敗退）
- 2021年 - 都市対抗野球に6度目の出場（初戦敗退）
- 2024年 - 都市対抗野球に7度目の出場（初戦敗退）

## 主要大会の出場歴・最高成績
- 都市対抗野球大会：出場7回
- 社会人野球日本選手権大会：出場4回
- JABA富山市長旗争奪富山大会：優勝3回（2000、2001、2019年）
- 富山県社会人野球リーグ戦：優勝42回（…2015、2016、2017、2018、2019、2020年）
- JABAベーブルース杯争奪大会：優勝1回（2023年）

## 主な出身プロ野球選手
- 大谷輝龍（投手） - 退団後、日本海リーグの富山GRNサンダーバーズを経て、2023年ドラフト2位で千葉ロッテマリーンズに入団

## かつて在籍した選手・コーチ
- 酒井盛政（投手）
- 内藤航世（投手） - 退団後、ABLのキャンベラ・キャバルリーを経て2024年よりゲートウェイ・グリズリーズに所属